# Šťáhlavy
Šťáhlavy (deutsch Stiahlau) ist eine Gemeinde mit 2186 Einwohnern in Tschechien. Sie liegt 14 Kilometer südöstlich des Stadtzentrums von Pilsen an der Úslava und gehört zum Okres Plzeň-město. Die Katasterfläche beträgt 2397 ha.

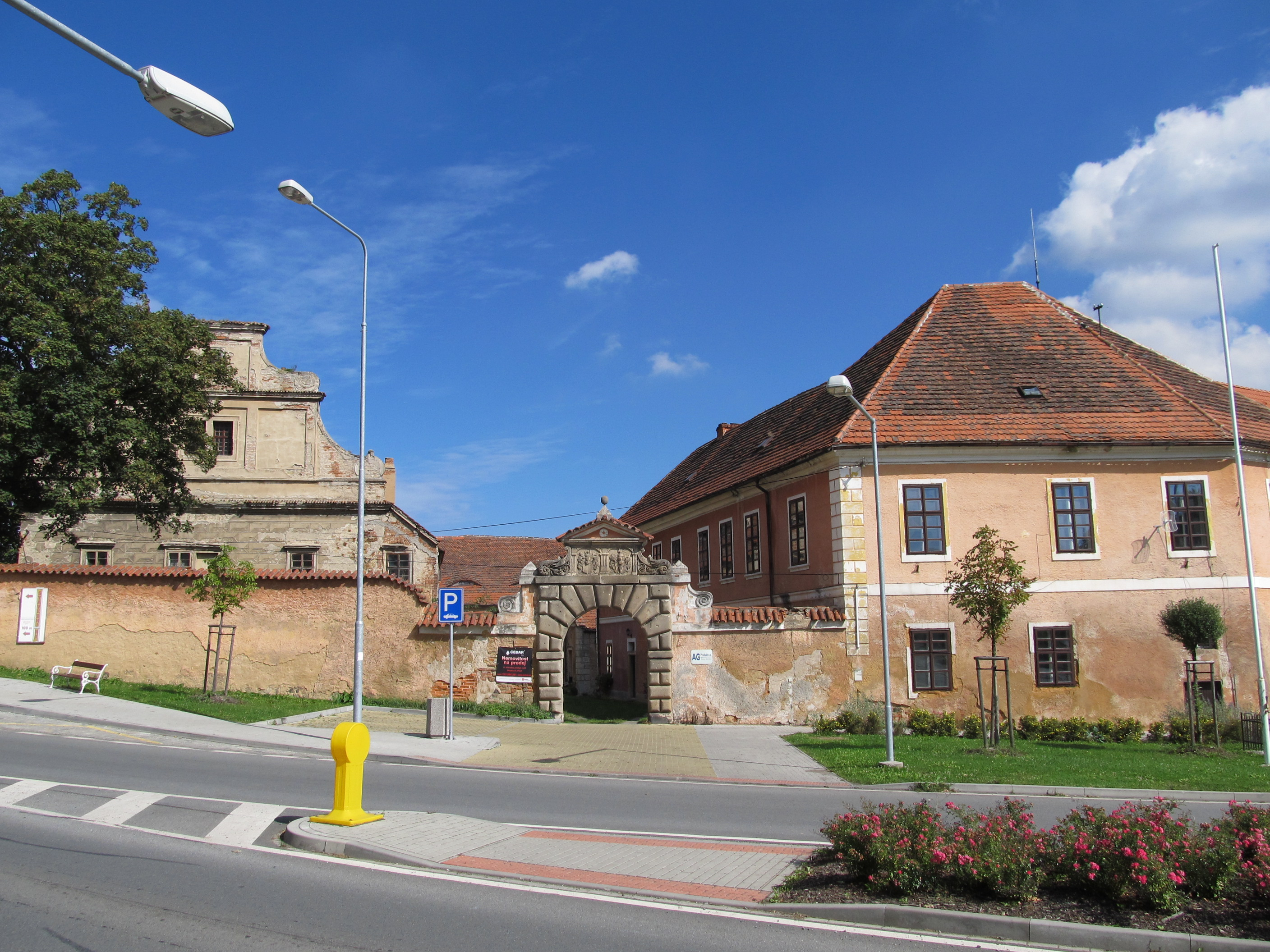
Schloss Šťáhlavy

## Geographie
Der Ort befindet sich in 362 m ü. M. am linken Ufer der Úslava zwischen dem Pilsener Hügelland und dem Brdywald. Nordwestlich davon erhebt sich der 560 m hohe Kegel des Radyně mit der Burg Radyně (Karlskrone). Am gegenüberliegenden östlichen Ufer des Flusses befindet sich am Rande der ausgedehnten Waldgebiete des Brdy das Schloss Kozel. Durch den Ort führt die Eisenbahnstrecke von Pilsen nach České Budějovice.
Nachbarorte sind Starý Plzenec, Sedlec und Lhůta im Norden, Bambousek und Kozel im Osten, Šťáhlavice, Nezvěstice und Nezbavětice im Süden sowie Bambousek und Losiná im Westen.

## Geschichte
Die erste urkundliche Erwähnung von Šťáhlavy stammt aus dem Jahre 1239, als Wenzel I. das Dorf in einem Tausch gegen die Ansiedlungen Stříbro und Benešovice der St.-Laurentius-Kirche der Burg Pilsen übergab. Bei der Gründung der neuen Stadt Pilsen kam Šťáhlavy 1295 unter deren Herrschaft und ab 1318 entstand eine separate Grundherrschaft, zu der noch die Dörfer Lhůta, Kamýk und Neslívy hinzukamen.
In der Mitte des 15. Jahrhunderts gelangte die Grundherrschaft an die Duppauer von Duppau. Deren Stiahlauer Linie, die im Ort eine Feste errichtete, verkaufte Stiahlau 1539 einschließlich der Dörfer Šťáhlavice, Nezbavětice, Sedlec, Lhota, Neslívy, Nezvěstice, Žákava und Nevid sowie der wüsten Burg Lopata an Jiřík Kokořovec von Kokořov. Der erwarb 1561 von Zdenko von Sternberg noch die Dörfer Radyně, Prádlo und Plzenec. Sein Sohn Karel Kokořovec errichtete am Dorfplatz ein Renaissanceschloss. In dieser Zeit entstand auch die Schlosskapelle des Hl. Adalbert. 1624 erfolgte eine Erbteilung der Herrschaft zwischen Jiří Petr und Kryštof Karel Kokořovec. Jiří Petr erhielt Šťáhlavy, Plzenec, Lhota, Sedlec, Šťáhlavice, Raková, Nevid und Nezbavětice. Seinem Bruder fiel der Nebillauer Anteil zu.
1710 erwarb Antonia Josephine Czernin von Chudenitz den Besitz um Šťáhlavy von Jan Jindřich Kokořovec und fünf Jahre später auch den Nebillauer Teil. Sitz der wieder vereinigten Herrschaft wurde Šťáhlavy. Nächster Besitzer war Hermann Jakob Czernin, der 1762 die Adalbertkapelle zu einem Kirchbau mit drei Kuppeln erweitern und 1782 den barocken Südflügel an das Schloss anbauen ließ. Nach Hermann Jakobs Tod im Jahre 1784 erbte sein Sohn, der königliche Oberhofjäger Jan Vojtěch Czernin (* 1745) die Herrschaft, der noch im selben Jahr im Brdywald unterhalb des Hügels Bor im Úslavatal mit dem Bau des prachtvollen Jagdschlosses Waldschloss begann. 1789 war das Schloss vollendet. 1794 eröffnete die Dorfschule. Stiahlau war zu dieser Zeit eine der größten Domänen Westböhmens geworden, zu der 50 Dörfer und Weiler gehörten. 1797 hatte das Dorf 810 Einwohner. Unter Jan Vojtěch Czernin erfolgte auch die Erhebung der Kirche zur Pfarrkirche im Jahre 1813 und der Wiederaufbau des verfallenen Schlosses Nebílovy. 1816 verstarb er ohne Nachkommen, so dass sein Besitz an Christian von Waldstein aus der Wartenberger Linie des Geschlechts fiel. Nach der Ablösung der Patrimonialherrschaften wurde Stiahlau zum 3. Juni 1850 eine eigenständige Gemeinde im Rokitzaner Bezirk. Die frühere Grundherrschaft war seither auf die drei Gerichtsbezirke Pilsen, Blowitz und Rokitzan aufgeteilt.
Zum Ende des Zweiten Weltkrieges besetzten am 7. Mai 1945 amerikanische Truppen das Dorf. Bei der Gebietsreform von 1947 wurde Šťáhlavy aus dem Okres Rokycany in den Okres Plzeň-venkov und schließlich 1960 unter Eingemeindung von Šťáhlavice und Nezbavětice in den neu geschaffenen Okres Plzeň-jih eingegliedert. Ab dem 1. Januar 2007 gehört Šťáhlavy dem Okres Plzeň-město zu.
In Šťáhlavy befindet sich die letzte Ruhestätte des Malers Jaroslav Špillar.

## Gemeindegliederung
Zur Gemeinde Šťáhlavy gehört der Ortsteil Šťáhlavice (Stiahlawitz). Auf dem Gemeindegebiet liegen weiterhin die Feriensiedlung Bambousek, das Schloss Kozel und das Forsthaus Hájek.

## Sehenswürdigkeiten
- St. Adalbert-Kirche, erbaut als Schlosskapelle, 1762 zu einem barocken Kirchbau mit drei Kuppeln umgestaltet
- Schloss Šťáhlavy, erbaut um 1600 als Renaissanceschloss
- Schloss Kozel
- Tal des Kornatický potok im Brdy-Bergland mit der Burgruine Lopata

## Persönlichkeiten
- Gustav Eim (1849–1897), tschechischer Journalist und Politiker, geboren in Štáhlavy
- František Xaver Franc (1838–1910), Archäologe, wirkte als Gärtner auf Schloss Kozel